# Лимоново масло
Лимоновото масло е продукт, който се добива от лимоновото дърво (на латински: Citrus limonum Risso), което произхожда от Югоизточна Азия.
Лимоновото масло се употребява като ароматизиращо средство в хранителната промишленост и в козметичната промишленост .
Със своето стимулиращо, антисептично (заради ниското си pH се използва при инфекции) и освежаващо действие, има много широко приложение и в медицината. То помага при ревматизъм, артрит, подагра, целулит, абцеси, циреи и акне. Широко се използва в аромотерапията и традиционните индийски лекарствени средства. 